# Postcards from a Young Man
Postcards From a Young Man è il decimo album dei Manic Street Preachers pubblicato nel 2010. Le canzoni sono state scritte da James Dean Bradfield e Sean Moore (musica) e Nicky Wire (testi). L'album ha visto la collaborazione di Ian McCulloch, leader degli Echo & the Bunnymen,di John Cale e di Duff McKagan. In copertina compare una fotografia in bianco e nero dell'attore Tim Roth con in mano una Polaroid. Sono stati pubblicati come singoli (It's Not War) Just the End of Love, Some Kind of Nothingness e Postcards from a Young Man.

## Tracce
1. (It's Not War) Just the End of Love – 3:32
2. Postcards from a Young Man – 3:39
3. Some Kind of Nothingness – 3:52 (ft. Ian McCulloch)
4. The Descent (Pages 1 & 2) – 3:30
5. Hazelton Avenue – 3:27
6. Auto-Intoxication – 3:52 (ft. John Cale)
7. Golden Platitudes – 4:28
8. I Think I Found It – 3:10 (testi di Bradfield)
9. A Billion Balconies Facing the Sun – 3:43 (ft. Duff McKagan)
10. All We Make Is Entertainment – 4:18
11. The Future Has Been Here 4 Ever – 3:42
12. Don't Be Evil – 3:18